# عبلة (زحلة)
عبلة  هي إحدى القرى اللبنانية من قرى قضاء زحلة في محافظة البقاع.